# 明日クビになりそう
『明日クビになりそう』（あしたクビになりそう）は、サレンダー橋本による日本の漫画作品。
『ヤングチャンピオン』（秋田書店）において、2017年8号より連載開始。ウォーターサーバーの会社を舞台に勤労意欲のない社会人の日常を描いたギャグ漫画。2021年には『別冊ヤングチャンピオン』（同）にて、6月号よりスピンオフ作品である『明日クビになりそうEX』が連載開始。本編の単行本に同時収録されている。
2018年8月に単行本第1巻が発売された際には、堀江貴文が帯にコメントを寄せている。2021年7月19日に単行本第3巻が発売されたことを記念して、本作と「うんこドリル」がコラボレートし、コラボ漫画が秋田書店のWEBコミック誌『マンガクロス』に公開されている。

## 登場人物
宮本一
主人公。「溜池ウォーター」の営業部に勤務している26歳の青年。やる気が無い上に捻くれており、無能で営業成績は常にビリ。その上頻繁にミスを犯してはそのミスを隠蔽しようとして悪循環に陥ることが多く、且つ詰めが甘いので必ず最後にバレて別所の鉄拳制裁を食らっている。昇給・賞与無しも日常茶飯事である。社内勤務時はブログ更新かセクシー女優の写真集のコピーに勤しみ、外回りの際は個室ビデオショップかスーパー銭湯でサボるのが日常。セクシー女優の「高橋しゅう子」のファン。好物はドクターペッパーと家系ラーメン。日々クレーム対応に追われている為、謝罪にかけてはマナー講師を唸らせるほどの腕前。
別所
宮本の上司。初登場時は係長だったが33話で課長に昇進。暴力的で宮本がミスなどをする度に暴力を振るう。宮本を入社させてしまったことについて強い罪の意識を感じており、そのため宮本がクビになることよりもまともな社会人になることを望んでいる。宮本がクビになると誤解をした時は社長にクビを取り消してもらうために頭を下げるつもりだった。酔うと泣き上戸になる。話の最後で宮本の悪事やミスを暴き鉄拳制裁するのがお約束。
市川マキ
宮本の同僚で経理事務を担当する28歳の女性。宮本を嫌っており、いつか自らの手で宮本のクビを切るのが目標。一方で嫌味混じりではあるものの、宮本にアドバイスをすることもあるが大抵無駄に終わる。夏休みに彼氏と旅行へ行ったと偽ってマンガ喫茶に入り浸ったり、婚活サイトに登録しているなど、恋愛方面ではあまり充実していない模様。
沼田
営業部に勤務する中年の男性。穏やかな印象で、宮本ほどではないが仕事ができる方ではなく、宮本からは舐められている。出張を利用してクオカードを溜め込むなどセコい一面がある。勤務中に大ニュースが起きると職場で一番に報告することが生きがいな「号外おじさん」。既婚者であり子どももいる。
中川
営業部に勤務する宮本の同期。同期の中では一番の営業成績を誇り、顧客や上司に対しての気配りが上手い。一方で営業成績が一番であることを常に自慢しているため、宮本や市川からは好かれていない。宮本を見下し無能なポンコツと馬鹿にしているが、頼まれてもいないのに彼にアドバイスをする事もあり、親切な部分もある。150話にて大学の同級生と結婚し、167話では子どもが産まれている。誕生日は4月1日。
部長
営業部の部長。営業部のメンバーの中では影が薄い。普段は穏やかで宮本に対して怒ることもあまりないが、酔うと嫌味ったらしい説教をしてくる。
松嶋
営業部に勤務する宮本の後輩で宮本からは「ハナクソ」と呼ばれている。元々は「ハナクソウォーター」に所属してそこで悪徳商法を行っていたが、ハナクソウォーターに警察の捜査が入ったこともあり、溜池ウォーターで勤務することに。幼いころに溺れかけたトラウマがきっかけで鼻をほじる癖がやめられなかったが、市川の施した仕掛けのお陰で改善された。宮本を慕っておりよく一緒に仕事をサボっているが、契約を取ることもあったりと宮本よりは仕事ができる模様。
乙世代
営業部に入ってきた新入社員で所謂Z世代。仕事中にスマホをいじったり、TiKTakのライブ配信をするなど勤務態度は悪いが、優秀ではあるようで契約数も上位を誇る。
社長
溜池ウォーターの社長でセクシー女優が大好き。とあるセクシー女優のチェキ会の券を宮本にゆずってもらったことがきっかけで宮本を評価するようになる。
神崎美奈子
情報システム部に所属する24歳の女性。溜池ウォーターの社員のネット使用状況を完全に把握しており、あらゆるサボりを見逃さない。趣味でR18のBL同人誌を作成しており、新刊のコピーを社内で刷っていたところを宮本に目撃され、以来宮本から仲間扱いされている。同人作家としてのペンネームは「シコシコサポートK崎」。
房枝
清掃員のおばさん。女性だけの機密情報ネットワークの司令塔的存在であり、また社内の人事権を持っている。トイレをいつも汚く利用しているという理由で宮本を嫌っている。
一条
「パコパコウォーター」に所属する営業社員。一見すると切れ者風だが、実際は宮本に勝るとも劣らないポンコツでサボり癖を持つ。理論派なサボりを得意とし、時に宮本を出し抜くこともあれば、同じサボり仲間として宮本の手助けをすることもある。仕事が増えるのを嫌い、プレゼンなどではわざと手を抜いたり、バッティングセンターで全指を突き指にしてプレゼン自体から逃れようとする等、宮本ですら狼狽える程の徹底ぶり。今井と滝沢の存在で自身が評価された時には昇進の可能性が濃厚になり、かなり憔悴する場面もあり、今井のとんちんかんな言動に我慢できず会えば必ずツッコミを入れている。宮本から貰ったボールペンをずっと所有しており、指摘されると赤面しながら否定する等、ツンデレな部分がある。宮本よりかなり頭が良く、宮本から聞かれた確率をすぐに計算できたり、年末調整もしっかり理解している。
今井
「アクメアクア」に所属する女性営業社員。「なるほど」が口癖だが実際には話の内容を一切理解しておらず、周囲からは「なるほど今井」と呼ばれており、やる気はあるのだがずれた行動ばかりする行動型ポンコツで顧客を怒らせる事が多く、彼女と比べると宮本や一条すら優秀に見え、彼らからも呆れられる程。宮本とは仲が良く、彼が他社からの引き抜きに遭いサボりスポットから消え、結局有耶無耶になりすぐに戻ってきた時は嬉し涙を流している。
滝沢
今井の同僚の男性営業社員。自分から動くことを一切せず、できるのは重りになることくらいということから「ペーパーウェイト滝沢」と呼ばれている。今井とは正反対の静止型ポンコツ。周りをよく観察しており、1日の終わりにその事を日記に記している。

## 制作背景
本作のタイトルは作者のサレンダーが考えたものではなく、漫画家の鴻池剛が担当編集者との雑談中に考えたものである。連載開始前、その当時は「まだネームも何も描いていなかった」状態であったが、その時の担当編集者から「3月号から『明日クビになりそう』という連載がスタートすることに決定したので、話を考えて下さい」と言われたため、サレンダーは「大急ぎで考え、描き、今日に至る」と話している。
サレンダーは会社員として勤務しつつ、漫画家として活動をしている。ストーリーはサレンダーの実体験が多く、「会社で働いている中で犯したミスや、想像しても実行には移さない、悪魔のささやきみたいなもの」を漫画に登場させている。アイデアが出てこない場合は、自身が「勤めている会社と秋田書店で共通の事項があれば、それは会社員あるあるで通るだろう」と考え、秋田書店での担当編集者の宮Kに相談している。主人公の宮本のモデルは、宮Kである。サレンダーによると「明るく話しやすい」が、「何かと姑息な人でミスや隠ぺい方法のストック」が豊富なため、そこからアイデアを得ているといい、「そういった面では信頼」していると話している。

## 反響
2023年12月6日、作者のサレンダーが本作をX（旧Twitter）上で公開したところ、7000以上の「いいね」が集まり、反響を得た。毛布がずれ、「様々な毛布の敷き方が登場し、笑えるシーンが多くありながらも熱い討論が繰り広げられた」といった内容であった。読者からは世界観を好む声や「あるある」といった声、「漫画では登場しなかった敷き方」といった意見が寄せられた。サレンダーはこの話について、「締切前で何も思いつかず、目を閉じて考えようとしたら寝てしまって、起きたら毛布がズレていた」ことから着想している。自身が「結構的外れな発言をして恥をかく」ため、「今井が話についていけてないのに、なるほどなるほど言って話を合わせたり、ズレた発言をして周りがポカンとするシーン」をこの話で気に入っている場面として挙げている。
同年、作者のサレンダーが本作を「忘年会幹事の失敗」のタイトルでX（旧Twitter）上で公開したところ、いいねが6000を超える反響を得た。読者からは面白いやオチがよいといった意見があった。サレンダーはこの話について、「若手時代よく忘年会や送別会の幹事をやっていて、店に向かいながら予約が取れていなかったらどうしようかとよく考えていた」ことから着想している。この話で気に入っている場面として、「どうやったら忘年会を中止に追い込めるか、あれこれ知恵をめぐらせるシーン」を挙げている。

## 評価
元『このマンガがすごい!』編集長の薗部真一は、本作について「こんな奴、今日クビ」だといい、「大発見！ の良作」と評している。

## 書誌情報
- サレンダー橋本『明日クビになりそう』秋田書店〈ヤングチャンピオンコミックス〉、既刊7巻（2025年4月18日現在）
  1. 2018年8月27日発売[3][9]、ISBN 978-4-253-14026-3
  2. 2020年5月20日発売[10]、ISBN 978-4-253-14027-0
  3. 2021年7月19日発売[4][11]、ISBN 978-4-253-14028-7
  4. 2022年5月19日発売[12]、ISBN 978-4-253-14029-4
  5. 2023年4月20日発売[13]、ISBN 978-4-253-14030-0
  6. 2024年4月18日発売[14]、ISBN 978-4-253-30048-3
  7. 2025年4月18日発売[15]、ISBN 978-4-253-30049-0